# José Silvano Daza
José Silvano Daza (Catamarca, 31 de agosto de 1849 - ibídem, 2 de abril de 1919) fue un militar y político argentino, que participó en las últimas guerras civiles argentinas y en la Conquista del Desierto, y ejerció como Gobernador de la provincia de Catamarca entre los años 1885 y 1888.

## Biografía
Nació en el año 1849 en la Chacarita, en los alrededores de la capital catamarqueña, hijo de un platero oriundo de la provincia de Salta. Desde muy joven se radicó en Buenos Aires, donde fue dependiente de comercio de telas.

### Carrera militar
Al crearse el Colegio Militar de la Nación fue de los primeros cadetes ingresados al mismo, egresando en 1873 con el grado de alférez de caballería, e incorporándose al Regimiento de Caballería Nro 1.
Participó en la campaña contra la segunda Rebelión Jordanista, tomando parte en la Batalla de Don Gonzalo, y al año siguiente contra la Revolución de 1874, participando en la Batalla de Santa Rosa, a órdenes del después presidente Julio Argentino Roca. Durante las últimas campañas contra los indígenas del sur, participó en decenas de combates, como los del Paragüil, Tres Lagunas, Puán, Curumalal Chico y otros.
Participó en la decisiva campaña al sur del año 1879, conocida como Conquista del Desierto. Al año siguiente combatió —también a órdenes de Roca— contra la revolución de Carlos Tejedor, en favor de la federalización de Buenos Aires. De regreso al sur, participó en las últimas campañas a los Andes australes.

### Gobernación en Catamarca
Al finalizar el gobierno de Joaquín Acuña, la opinión pública creyó ver que se avecinaba una nueva crisis política, del mismo tipo de las que se habían producido en las dos décadas anteriores, durante las cuales se habían sucedido varios gobernadores por año. Ante la imposibilidad de ponerse de acuerdo entre los dirigentes del Partido Autonomista Nacional para la elección de un candidato, se decidió consultar al presidente Julio Argentino Roca. Éste aconsejó nominar a su antiguo subordinado de tantos años, el teniente coronel Daza, en lo que todas las fracciones del autonomismo estuvieron de acuerdo. De esta manera, Roca se aseguraba el apoyo a su política en una provincia en la que no tenía aliados reales, y que había sido un bastión del clericalismo, opuesto a la política anticlerical del presidente.
Daza asumió el gobierno el 25 de mayo de 1885, llevando como ministros sucesivamente a Antonio del Pino, Manuel Fortunato Rodríguez y Pedro E. Kock. Su gobierno se caracterizó por la poca disposición a respetar normas legales y opiniones ajenas, pese a lo cual logró mantener una relación respetuosa con la Legislatura y la escasa oposición.
Durante su mandato se inauguró el Hospital San Juan Bautista de la Capital y se construyeron los boulevares que circundan la misma; y se intentó sin éxito la construcción de un mercado central y un teatro. Se creó el Concejo Municipal de la capital, aunque excesivamente subordinado al gobierno provincial. Se delineó la Villa Gobernador Cubas en los alrededores de la capital, destinada a la "clase trabajadora", con sus manzanas, calles y plazas. En el año 1887 se inauguró el tranvía tirado por caballos que unía las Chacras de los alrededores con el centro.
Se promulgó la ley de catastro y se confeccionó un mapa oficial de la provincia, dirigido por una comisión de abogados e ingenieros. Se delinearon los planos catastrales de Andalgalá y Belén.
La relación con la Iglesia católica fue especialmente conflictiva, principalmente por la intención del gobernador de reglamentar su actuación en la provincia, incluyendo la provisión de curas párrocos y la administración de los bienes eclesiásticos dedicados a la educación.
Entre sus iniciativas personales, introdujo en Catamarca el primer automóvil y el primer molino de viento.

### Últimos años
Terminado su gobierno en mayo de 1888 se reincorporó al Ejército Argentino, permaneciendo de guarnición en la Capital Federal. Tomó parte en la represión de la Revolución del Parque del año 1890, que le valió el ascenso al grado de coronel. Luego pasó a la guarnición de Resistencia.
Pasó a retiro a mediados de la última década del siglo XIX, regresando a su provincia natal, donde falleció el 2 de abril de 1919.